# Bernard Lagacé
Pour les articles homonymes, voir Lagacé.
Bernard Lagacé, né le 21 novembre 1930 à Saint-Hyacinthe (Québec) et mort le 11 février 2025, est un organiste, claveciniste et professeur canadien.
Ses deux séries de récitals couvrant l'ensemble de l'œuvre de Jean-Sébastien Bach sont considérées par la critique comme des événements marquants de l'histoire de la musique à Montréal.

## Biographie
Bernard Lagacé commence ses études musicales avec Conrad Letendre au séminaire de Saint-Hyacinthe où il devient organiste à 14 ans. En 1948, il remplace Raymond Daveluy, alors en Europe, à l'église Saint-Jean-Baptiste de Montréal, puis en devient titulaire en 1950. Il travaille alors avec Yvonne Hubert et Gabriel Cusson.
Boursier du gouvernement du Québec en 1954, il étudie l'orgue à Paris avec André Marchal, puis à Vienne avec Anton Heiller, et travaille aussi le clavecin avec Isolde Ahlgrimm, Eta Harich-Schneider et Ruggero Gerlin. Il effectuera un premier récital officiel en juin 1956.
De retour à Montréal en 1957, il est nommé professeur au Conservatoire de musique de Montréal où il enseignera de 1957 à 1978, puis à l'Université Concordia durant l'année 1978. Durant l'été, il enseigne au centre musical CAMMAC, aux Choate Music Seminars de Wallingford, Conn., au Centre d'arts Orford (JMC), à l'Académie d'été de Saint-Hubert en Belgique ainsi qu'à l'Académie d'orgue de Saint-Dié en France.
Outre sa femme, Mireille, et sa fille Geneviève Soly, il a formé un grand nombre d'élèves, dont Luc Beauséjour, Hélène Dugal, Dom André Laberge, Lucien et Réjean Poirier, Christopher Jackson, Marc-André Doran, Wilhelmina Tiemersma et Guilhem Lavignotte.
Membre fondateur du groupe Ars Organi, il contribue au mouvement de renaissance de l'orgue néo-baroque à traction mécanique en Amérique du Nord. Il est juge à des concours internationaux d'orgue en Angleterre, en Belgique, en France, en Irlande et au Canada. Organiste de réputation internationale, il donne de très nombreux récitals au Canada (notamment à Radio-Canada), aux États-Unis et en Europe entre autres, pour d'importants festivals.
Il est organiste au sanctuaire Marie-Reine-des-Cœurs de Montréal depuis 1966. Le 4 octobre 1978, il reçoit le Prix Denise-Pelletier de la part du gouvernement du Québec pour sa contribution à la culture québécoise.
Bien qu'ayant interprété la plupart des œuvres importantes du répertoire d'orgue, Lagacé est considéré comme un spécialiste de la musique baroque et de Bach en particulier dont il a donné à deux reprises l'intégrale de l'œuvre à l'orgue Beckerath de l'église de l'Immaculée-Conception à Montréal (1975-1977, 1987-1989).
À la suite de l'un de ces récitals (7 octobre 1987), Carol Bergeron commenta : « Bernard Lagacé nous livre un discours clair, sensible et intelligent. Cette musique nous parle et on a le sentiment que son interprète ne fait plus qu'un avec elle » (Le Devoir, Montréal, 9 octobre 1987).
À la même église, il présenta avec sa femme l'intégrale de l'œuvre de Dietrich Buxtehude en six récitals (1978-1979).
En 2000, il présentera sur 22 disques l'intégrale de l'œuvre pour orgue et autres instruments à clavier de Jean-Sébastien Bach pour célébrer le 250e anniversaire du décès du compositeur.
Il est le père d'Éric Lagacé, des jumelles Geneviève Soly et Isolde Lagacé, et d'Olivier Lagacé, aussi musiciens professionnels, Isolde ayant dirigé également le Conservatoire de musique de Montréal.

## Honneurs
- Prix Denise-Pelletier 4 octobre 1978, attribué par le gouvernement du Québec[2].
- Membre de l'Ordre du Canada, 1985[3].
- Prix de musique Calixa-Lavallée 1989[3].

## Discographie partielle
- J. Brahms : 11 Chorals op. 122 et Fugue en la bémol mineur, Titanic Records, 1978.
- S. Scheidt - Tabulatura Nova III; extraits de la Tabulatura Nova I, Disques Calliope, 1980.
- J. S. Bach - Orgelbüchlein, Analekta, 1991.
- J. S. Bach - Chorals de Leipzig, Analekta, 1991.
- Musique allemande du 17e siècle, Titanic Records, 1991.
- J. S. Bach - Variations Goldberg BWV 988, à l'orgue, Analekta, 1995.
- J. S. Bach - L'Art de la fugue, Analekta AN 2-8218-9-2 (2 CD).